# Mammillaria perbella
Mammillaria perbella (укр. Мамілярія пербелла, мамілярія найчудовіша) — сукулентна рослина з роду мамілярія (Mammillaria) родини кактусових (Cactaceae).

## Історія

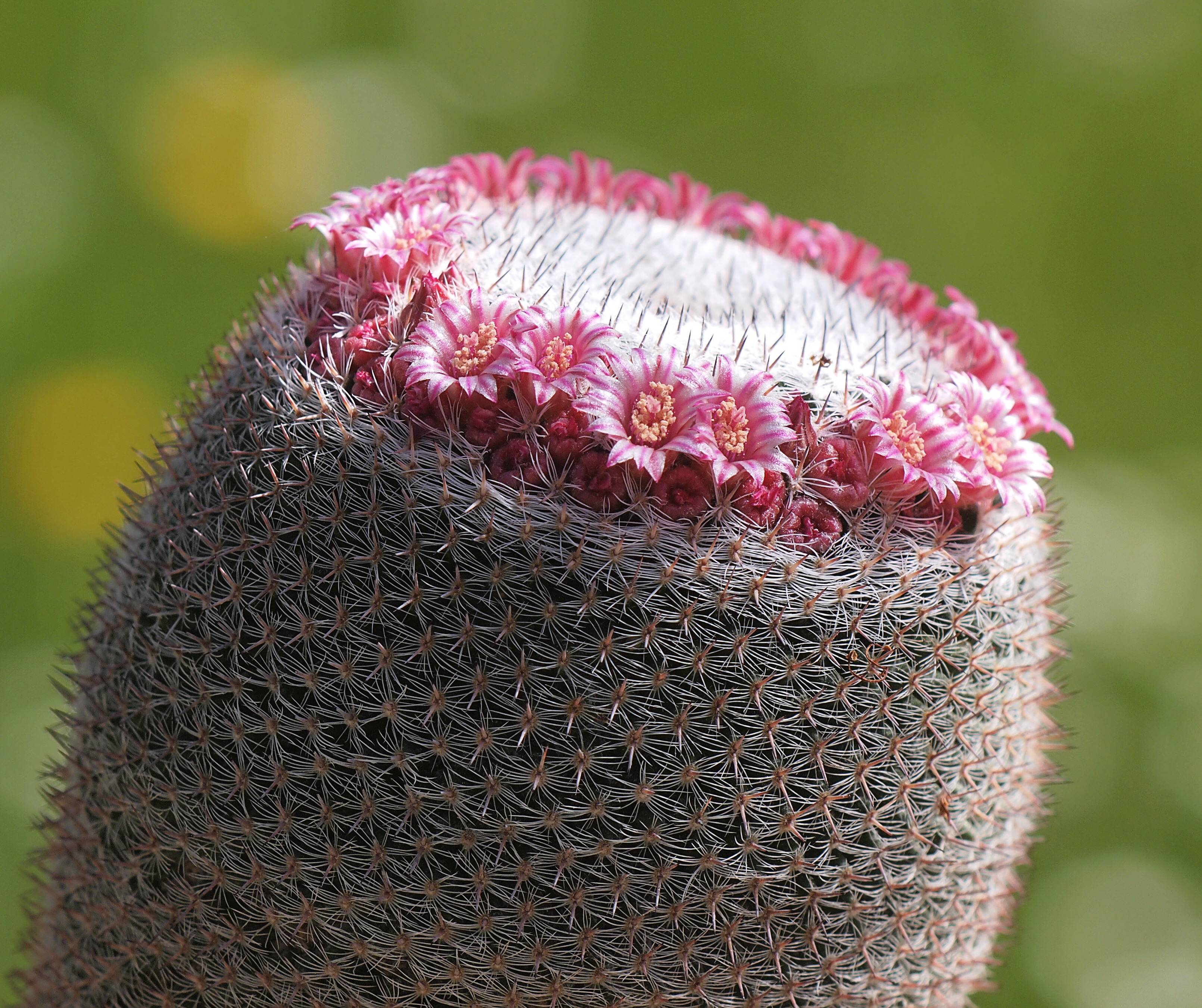
Квтуча Mammillaria perbella в кімнатній культурі

Вид вперше описаний німецькими ботаніками Генріхом Хільдманном (нім. Heinrich Hildmann, ?—1895) і Карлом Моріцом Шуманом (нім. Karl Moritz Schumann, 1851—1904) у 1899 році у виданні нім. «Gesamtbeschreibung der Kakteen».

## Етимологія
Видова назва походить від лат. perbellum — «найчудовіший».

## Ареал і екологія
Mammillaria perbella є ендемічною рослиною Мексики. Ареал розташований у штатах Керетаро, Ідальго і Гуанахуато. Рослини зростають на висоті від 1700 до 2300 метрів над рівнем моря на вапнякових схилах у ксерофільному скребі.

## Морфологічний опис
| Орган              | Опис |
| Рослини            | спочатку поодинокі, пізніше формують кластери, часто ділячись надвоє.                                         |
| Коріння            | |
| Стебло             | здавлено-кулясте, до 6 см в діаметрі.                                                                         |
| Епідерміс          | сірувато-блакитно-зелений.                                                                                    |
| Маміли             | маленькі, конічні, без молочного соку.                                                                        |
| Ареоли             | |
| Аксили             | з білим пухом і щетинками.                                                                                    |
| Центральні колючки | 1-2, звичайно 2, іноді відсутні, міцні, червонувато-білі, стають білими, завдовжки 1-6 мм, верхня одна довша. |
| Радіальні колючки  | 14-18, щетино-подібні, білі, найдовші з чорними кінцями, завдовжки 1,5-3 мм.                                  |
| Квіти              | кармінові до темно-рожевих, до 10 мм завдовжки і в діаметрі.                                                  |
| Бутони             | |
| Зовнішні пелюстки  | |
| Внутрішні пелюстки | |
| Тичинки            | |
| Маточка            | |
| Плоди              | маленькі, червоні.                                                                                            |
| Насіння            | коричневе. |

## Чисельність, охоронний статус та заходи по збереженню

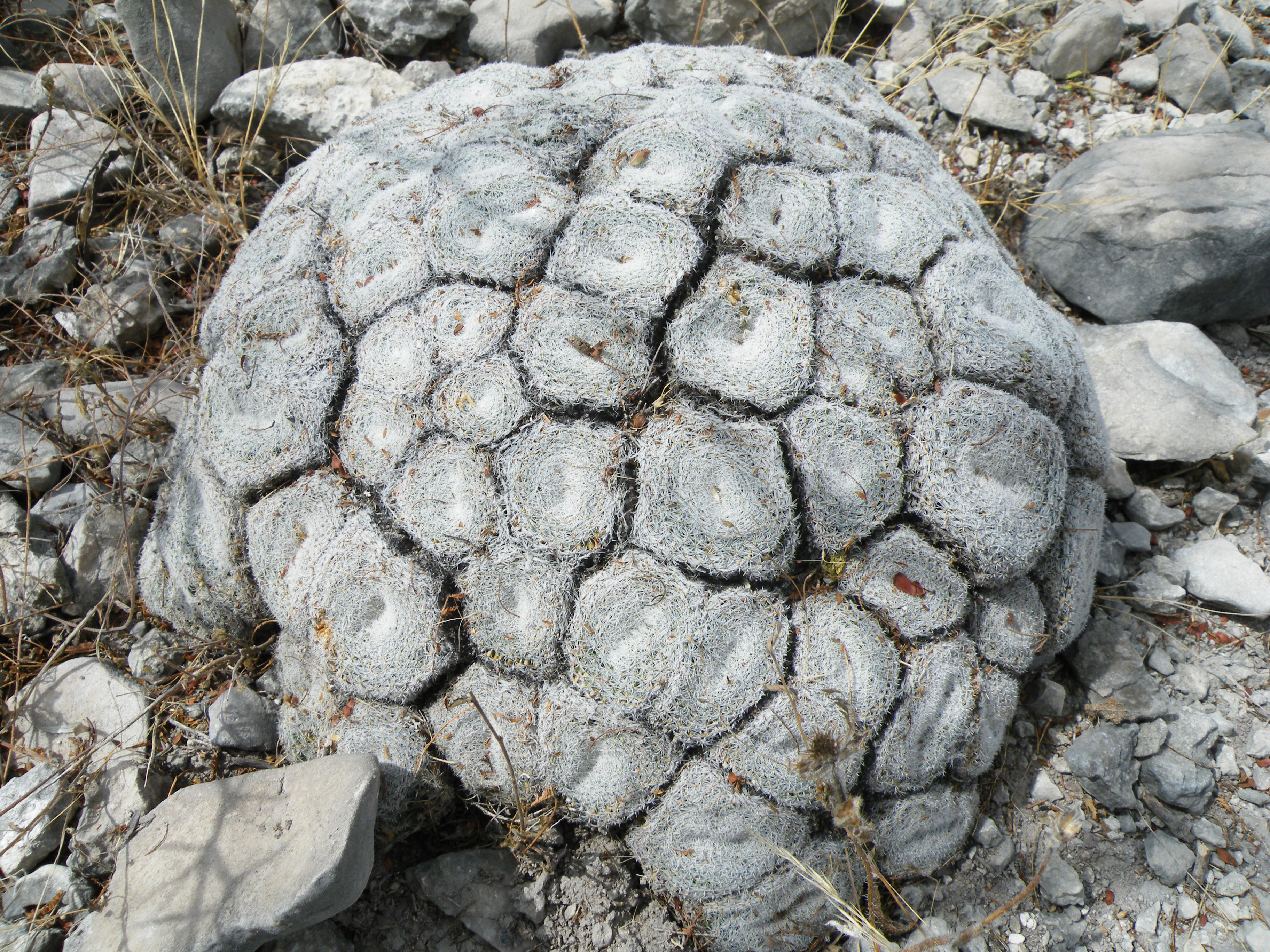
Багатоголовий кущ Mammillaria perbella у природних умовах

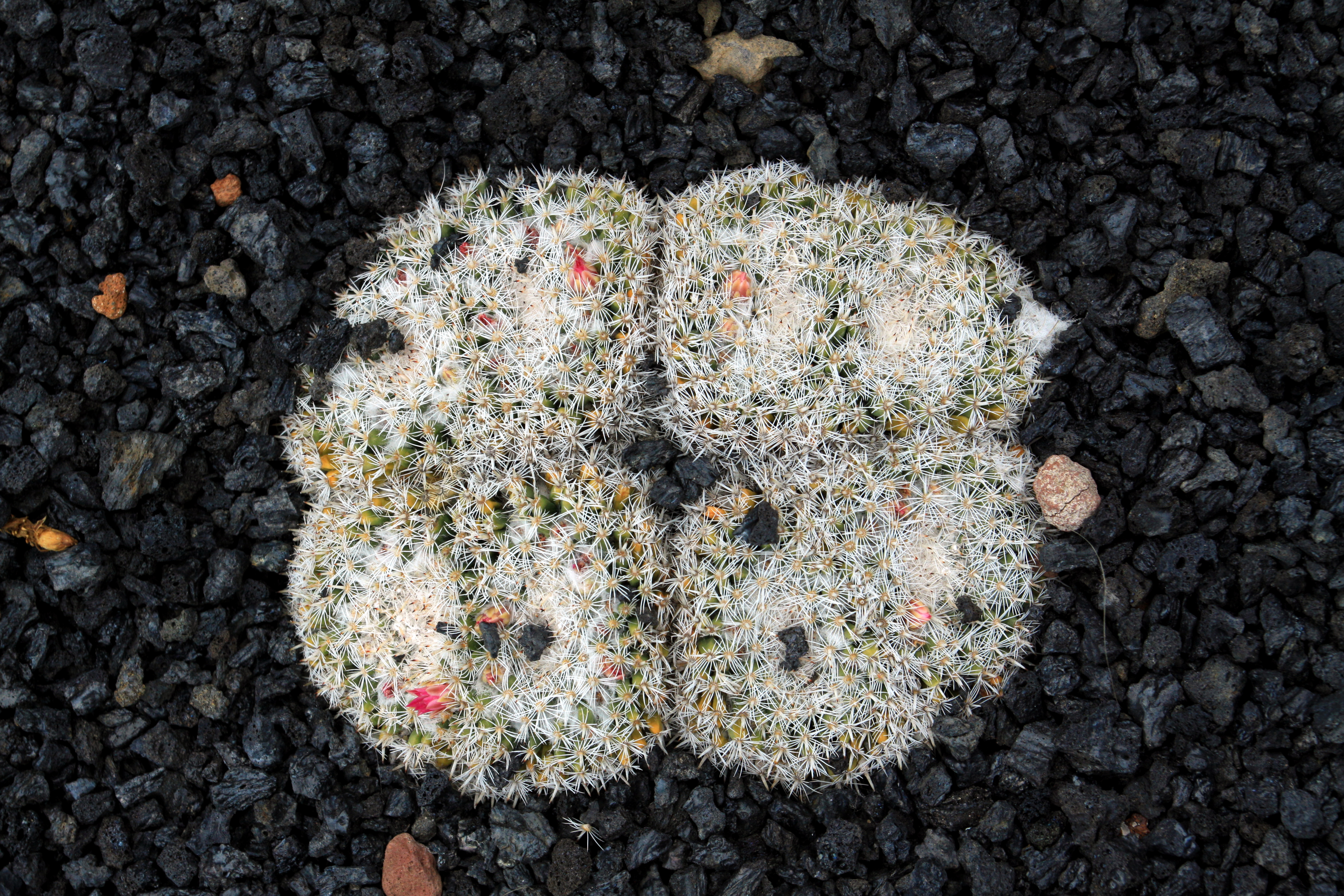
Дихтомічно розділений кущ Mammillaria perbella в ботанічному саду «Jardín de Cactus Guatiza», Тегісе, Лансароте, Канарські острови

Mammillaria perbella входить до Червоного списку Міжнародного союзу охорони природи уразливих видів (VU).
Цей вид вважається вразливим через обмежений географічний діапазон. Він має площу розміщення близько 3000 км². Відомий з 10 місць зростання. Mammillaria perbella локально численна у своїх місцях проживання, але відбувається постійне скорочення чисельності рослин чернез розвиток сільської місцевості, дорожнє будівництво та випас худоби (витоптування).
Цьому виду загрожує діяльність, пов'язана зі скотарством (витоптування худобою), нелегальне збирання, сільське господарство, будівництво.
Охороняється Конвенцією про міжнародну торгівлю видами дикої фауни і флори, що перебувають під загрозою зникнення (CITES).

## Використання та торгівля
Цей вид використовується як декоративний, і його розводять в Мексиці та Нідерландах. Mammillaria perbella знайдена
у мексиканській торгівлі. Плоди вживаює у їжу місцеве населення.

## Утримання в культурі
Це популярний вид, і поширений в культурі. Він нескладний, але дуже повільно зростає. Після декількох років починає дихотомічно ділитися і за 10 років утворює колонію з голів, плоских, як булочка, заповнюючи 15-см посуд.
Надає перевагу яскравому сонцю; при цьому досягається компактне зростання, рослина виходить щільною і невисокою. Часті пересадки в молодому віці оберігають нижня частина стебла від одеревеніння, до якого рослина має схильність.